# Nectandra oppositifolia
Nectandra oppositifolia Nees & Mart. – gatunek rośliny z rodziny wawrzynowatych (Lauraceae Juss.). Występuje naturalnie w Panamie, Kolumbii, Ekwadorze, Peru, Boliwii oraz Brazylii (w stanach Bahia, Ceará, Espírito Santo, Minas Gerais, Rio de Janeiro, São Paulo, Parana, Rio Grande do Sul i Santa Catarina).

## Morfologia
PokrójZimozielone drzewo dorastające do 10–20 m wysokości.
LiścieMają odwrotnie lancetowaty lub eliptycznie lancetowaty kształt. Mierzą 8–25 cm długości oraz 2–8 szerokości. Są prawie skórzaste. Nasada liścia jest ostrokątna. Wierzchołek jest spiczasty. Ogonek liściowy jest nagi lub omszony i dorasta do 10–20 mm długości.
KwiatySą zebrane w wiechy. Rozwijają się w kątach pędów. Płatki okwiatu pojedynczego mają eliptyczny kształt.
OwocePestkowce o elipsoidalnym kształcie. Osiągają 12–46 mm długości. Osadzone są na półkulistych szypułkach.

## Biologia i ekologia
Rośnie w lasach.